# تانگوی تخم‌مرغ داغ
تانگوی تخم‌مرغ داغ سیزدهمین نمایشنامهٔ اکبر رادی است که سال ۱۳۹۳ خورشیدی به کارگردانی هادی مرزبان در تالار وحدت اجرا شد.

## خلاصه داستان
۱) خانه‌ای سنّتی در یکی از محله‌های قدیمی تهران است. آقابالا به بهانه‌ای، بدهی‌اش را از موسای صاحبخانه مطالبه می‌کند تا خانه را تخلیه کند. موسی که حاجیی مؤمنی است و محضردار، از پسرِ کوچکش محسن می‌خواهد تا به‌جای کنار کشیدن از خانواده، دانشگاه را رها کرده و به دنبال کار برود. محسن، بی‌مسئولیتی او را به رخ کشیده، جریانِ همسرِ دومش را بر ملا می‌کند. موسی از محسن می‌خواهد تا با برادرِ بزرگ‌ترش حسین، راجع به بدهی مستأجرها صحبت کند. اما محسن که کمک‌های حسین را فقط به‌خاطر مادرش می‌داند، نمی‌پذیرد. شکوه، دخترِ موسی نیز بر خلاف میل پدر، به همراه ملیحه، دخترِ آقابالا که معلم است و متجدّد شده، به یک پارتی می‌رود. درحالی‌که پنهانی، چادرش را از سر برمی‌دارد.
۲) حسین سرِ کارِ تراشکاری، چشمش آسیب می‌بیند. موسی جریان طلب مستأجرها را با او در میان می‌گذارد. خانه به نام حسین است. او که نان‌آورِ خانواده نیز هست، از پدرش می‌خواهد خانهٔ الهیه را بفروشند. خانهٔ الهیه، ارثِ به‌جامانده از حسن، پسر ارشد موسی، است. حسن سه ماه است که فوت کرده. اما موسی به‌خاطر بدنامی آن خانه، راضی نیست و وقتی با عصبانیتِ حسین روبه‌رو می‌شود، دورش طواف می‌کند. محسن، شاهد این منظره است. موسی، حسین را راضی می‌کند تا با ملیحه ازدواج کند. انیس، همسرِ موسی، برآشفته از آزار مستأجرها، قیصر را زنی فاسد می‌داند و آقابالا را مردی علیل و بیمار که تا وقتی شکوه در آن خانه است، ملیحهٔ آن‌ها خواستگاری نخواهد داشت. اما قیصر مدام دور و برِ حسین است. نیمه‌های شب که محسن مشغول مطالعه است، موسی لالهٔ روشن روی میز را خاموش می‌کند.
۳) محسن که از حرکت موسی بسیار تلخ شده است، یکی از لاله‌های کنار آینه را که جهازِ شکوه بوده، می‌فروشد. مشاجره‌ای سخت درمی‌گیرد. موسی او را زده و انیس نفرینش می‌کند. محسن، پولِ فروش لاله را به‌عنوان حسابِ برقش پس می‌دهد. حسن آن‌ها را آرام کرده و مخفیانه پولی توی جیب محسن گذاشته و او را راهی می‌کند. حسین به انیس می‌گوید که می‌خواهد با ملیحه ازدواج کند. اما انیس به‌خاطر شکوه راضی نیست و ملیحه را مناسبِ حسین که پسری مذهبی است، نمی‌داند. حسین تصمیم گرفته مادر و خواهر را به خانهٔ الهیه فرستاده و شکوه نیز در آنجا خیاطی کند. انیس راضی به رفتن نیست. آقای جلوه، قوزیی‌مزاحم در کوچه، به خواستگاری شکوه می‌آید. مردِ زن مُرده و پا به سن گذاشته‌ای که دو تا بچّه دارد. او مالک است و عمده فروش. درحالی‌که انیس و حسین خوشحال شده‌اند، شکوه ناراضی است. انیس راضی می‌شود ملیحه را برای حسین خواستگاری کند.
۴) قیصر، خواستگاری حسین را رد می‌کند، چون قرار است ملیحه با پسر داییِ سروانش ازدواج کند. حسین علت را معیوبی چشمش می‌داند. او تصمیم می‌گیرد خانه را فروخته تا هم مستأجرها را بیرون کند و هم مغازه‌اش را گسترش دهد و شکوه و انیس را نیز به خانهٔ الهیه بفرستد. انیس راضی می‌شود به خانه‌ای که هنوز سنگش از خونِ حسن رنگی است، برود اما موسی به‌خاطر این‌که همسرِ دومش را در آن خانه جای داده، مخالفت می‌کند. او می‌خواهد انیس و شکوه را در مسجدی پشت محضرش جای دهد. شکوه که عاشق خوانندگی است، به مادرش می‌گوید قرار است با نام مستعارِ آرزو، در رادیو خواننده شود و او مادرش را پول‌دار و خوشبخت خواهد کرد. حسین که از بی‌تفاوتی‌های محسن برآشفته، به او می‌گوید که دیگر از یک ولگردِ مشروب‌خوار که فقط در کافه‌هاست و با دوستانش، حمایت نخواهد کرد. اما محسن به او می‌گوید برای این‌که بغض او را بشکند از او پول می‌گرفته. او در آن خانه فقط حسین را قبول داشته، درحالی‌که همه چاپلوسی‌اش را می‌کرده‌اند. حالا نیز همه‌شان مثل لاشخور به ارثِ حسن چشم دوخته‌اند. آن‌ها با هم دعوا می‌کنند و حسین، بی‌طاقت، سیلی محکمی به او می‌زند. محسن غمگین می‌گردد. حسین که نمی‌خواسته او را بزند، پشیمان می‌شود. رادیو صدای شکوه را با نام مستعارِ آرزو، پخش می‌کند. محسن همانند حسن که از خانه قهر کرده بود، می‌رود. قیصر، بی‌توجه به صرعِ شوهرش که در حیاط دست‌وپا می‌زند، به حسین رو می‌آورد. حسین، قیصر را پس زده و موسی که شاهد این منظره است، در برابرش به سجده می‌افتد.

## نخستین نمایش

### بازیگران
علی نصیریان، فرزانه کابلی، امین زندگانی، فردوس کاویانی، قاسم زارع، لیلا برخورداری، پریسا مقتدی، مهدی عبادتی، اکرم حاج‌حسینی و سهیل دیوسالار از بازیگران این نمایش هستند.
- طراح دکور: وحید لاری
- چهره‌پرداز: ماریا حاجیها
- طراح لباس: شبنم روزبهانی

### توقیف
این نمایش که از اردیبهشت ۱۳۹۳ به مدت یک ماه و نیم در تالار وحدت روی صحنه بود روز ۱۶ خرداد اجرای آن متوقف شد. دادستانی تهران علت توقیف تانگوی تخم مرغ داغ را وجود صحنه‌های نامناسب که اکثراً توسط زن اجرا می‌شود و الفاظ رکیک و اظهارات خلاف موازین اسلامی و عفت عمومی در این نمایش اعلام کرد. این در حالی است که این تئاتر قبل از اجرای عمومی توسط شورای نظارت و ارزشیابی مورد بازبینی قرار گرفته بود.

### نگارخانه

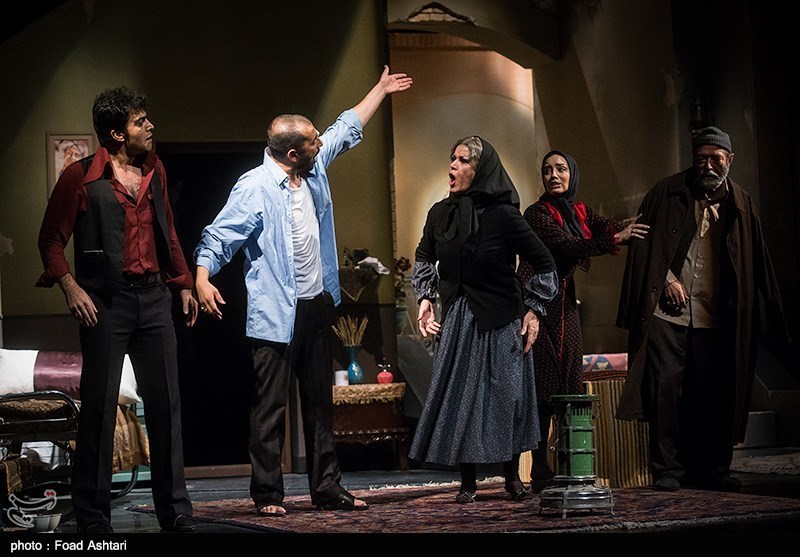
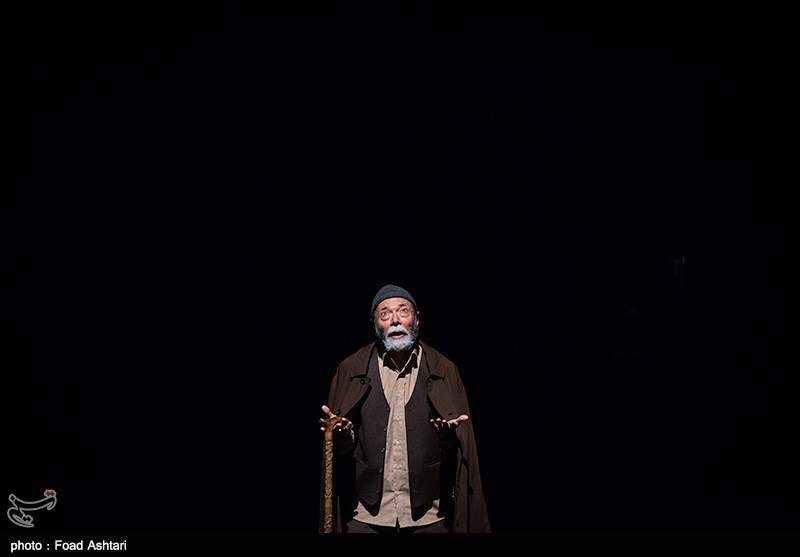
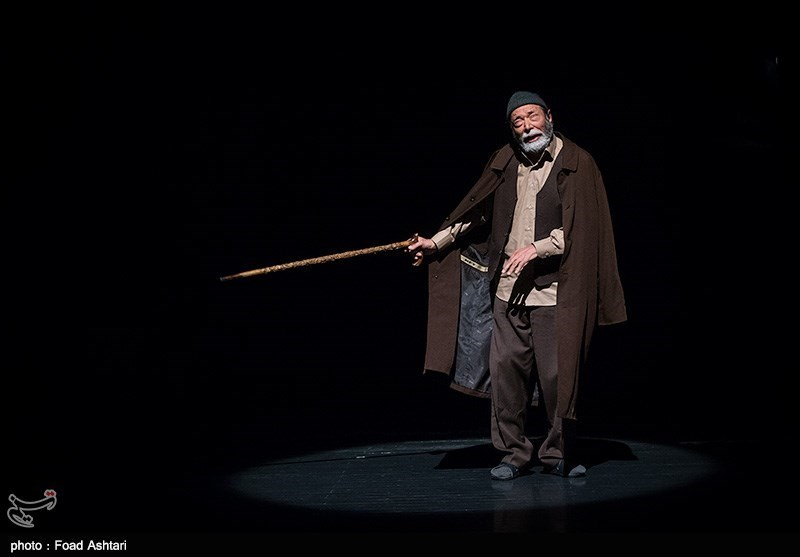
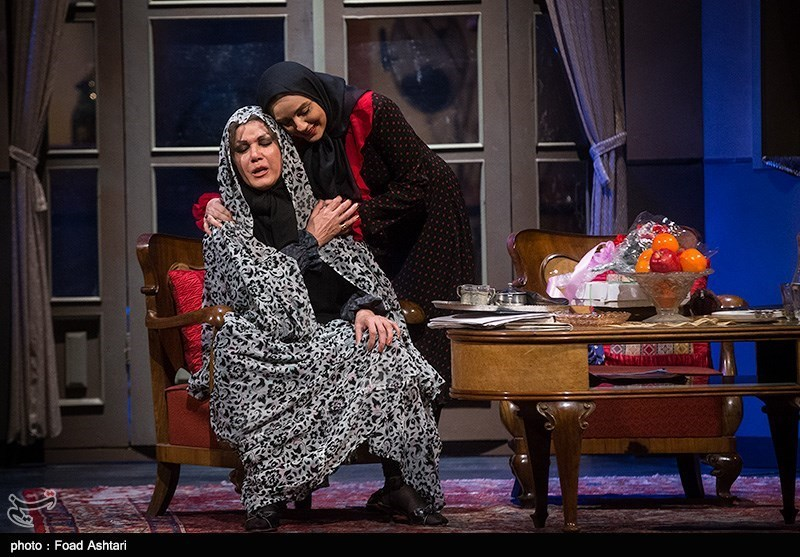
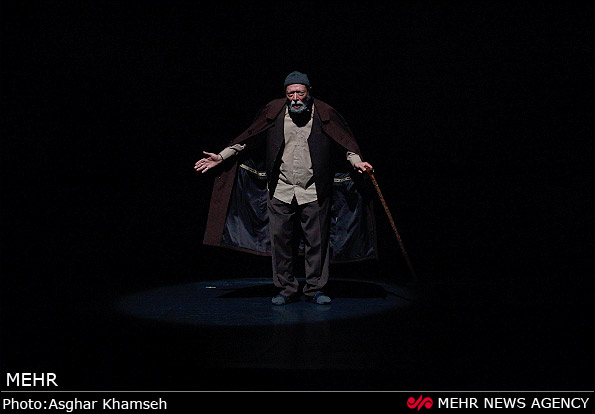
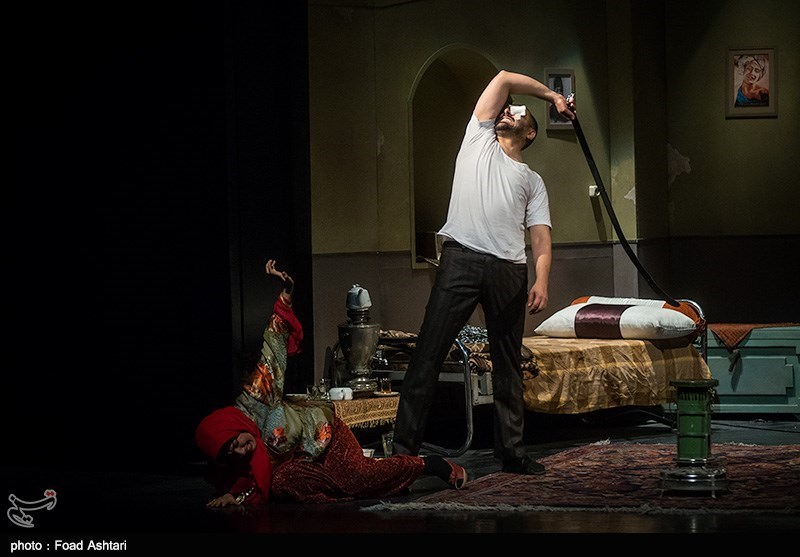
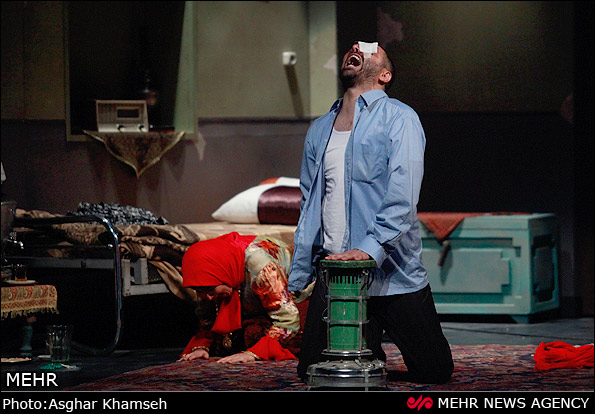
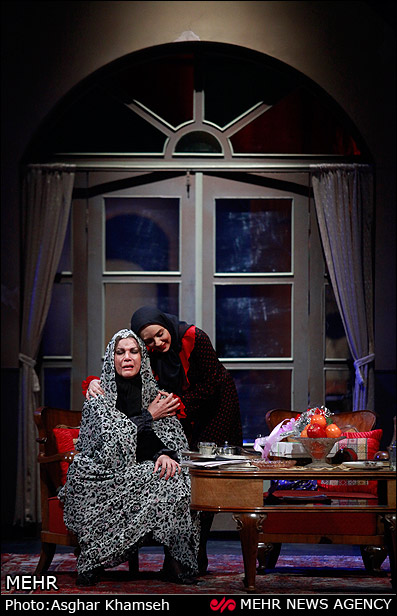